# هيئة البحرين للثقافة والآثار
هيئة البحرين للثقافة والآثار، هي هيئة حكوميَّة بحرينيَّة تتبع مجلس الوزراء، وتهدف للحفاظ على قطاع الثقافة والتراث الوطني، ووضع البرامج الثقافية وتطوير البنى التحتية لها. تتبنى الهيئة تعزيز دور المتاحف والتراث الشعبي والمكونات الثقافية الأخرى للمجتمع البحريني. رئيس الهيئة الحالي هو الشيخ خليفة بن أحمد بن عبدالله آل خليفة، منذ 21 يوليو 2022.

## تاريخ الهيئة
أنشئت هيئة البحرين للثقافة والآثار بناءً على المرسوم الملكي رقم (10) لعام 2015، والصادر عن ولي العهد الأمير سلمان بن حمد آل خليفة، لتكون هيئة تتبع مجلس الوزراء، وعينت الشيخة مي بنت محمد آل خليفة رئيسةً للهيئة.

## الخدمات الالكترونية
صممت الهيئة تطبيقًا للجوال سمته "تطبيق ثقافة البحرين"، وهو دليل رسمي لمختلف الفعاليات والأنشطة التي ترعاها وتنظمها هيئة البحرين للثقافة والآثار في البلاد، ويمكن التعرف فيه على آخر الفعاليات والأنشطة الثقافية، واكتشاف الأماكن والمرافق السياحيَّة والفنادق والمطاعم، ومشاركة الآخرين عبر وسائل التواصل الاجتماعي، ومعرفة آخر التحديثات والأخبار، والحصول على إرشادات إلى المواقع والأماكن، ويمكن مطالعته باللغتين العربيَّة والإنجليزيَّة. كما طوَّرت أداة تعليمية ولعبة تدعى "مدافن دلمون"، وموجهة بشكلٍ أساسي إلى الأطفال الذين تتراوح أعمارهم بين السابعة والثانية عشر عامًا، بهدف اكتشاف خبايا تلال المدافن، وتبين أنواع تلال الدفن والمقابر وتصنيف اللقي الأثريَّة التي تمتلئ بها مجموعة متحف البحرين الوطني الأثريَّة.

## وصلات خارجية
- الموقع الرسمي لهيئة البحرين للثقافة والآثار